# سیاوش بختیاری‌زاده
سیاوش بختیاری‌زاده (زاده ۱۶ مهر ۱۳۴۰) بازیکن فوتبال بازنشسته و مربی فوتبال اهل ایران است.
وی سابقه مربی‌گری در نفت مسجدسلیمان و باشگاه فوتبال استقلال اهواز را در کارنامه دارد.